# Nilgün Yerli
Nilgün Yerli (Kırşehir, 11 november 1969) is een Nederlands schrijfster, actrice en cabaretière.

## Levensloop
Yerli werd geboren in Turkije. Op haar tiende kwam ze naar Nederland; aanvankelijk woonde ze in Heerenveen, later in Amsterdam. Na de middelbare school volgde ze de heao.
Ze had onder andere een column in Het Parool en trad vanaf 1992, samen met Inci Lulu Pamuk, vijf jaar op als duo met Turkish Delight en daarna als Turkse Troel samen met Mark Koudijs. In 1998 maakte ze haar debuut met haar eerste solovoorstelling Wat zeg ik?. Op 5 december 2005 trad ze met haar show Bang Bang op in een uitverkocht Carré. Tussen 2006 en 2009 woonde Yerli in Turkije, deels uit onvrede met het reizende bestaan dat moeilijk te combineren is met het moederschap (ze heeft een zoon) en deels uit onvrede met de manier waarop de Nederlandse multiculturele samenleving zich op dat moment ontwikkelde. In 2008 had zij het programma Bij Yerli, waarin ze bekende Nederlanders in haar geboorteland Turkije ontving. In 2009 ging ze terug naar Nederland, waar ze weer theatershows gaf.

## Boeken
- Turkse Troel: de columns (2000), (columns)
- De garnalenpelster (2001), roman
- Acht jaargetijden (2002), (columns)
- Mezelf geworden, (2004) (columns)
- Weg van Nederland (2005)
- Wie ben ik? (2015)

## Shows

### Met Turkish Delight
- Vooroordelen (1993)
- Nog één keer vooroordelen (1994)
- Nog steeds vooroordelen (1995)

### Solo
- Wat zeg ik (2000)
- Vreemde Vreemdgangers (2001)
- Held op blote voeten (2003)
- BangBang (2005)
- De adem van Eva (2009)
- Weer met Henk (2011)
- Onbeperkt Genieten (2014)
- Tinderella (2023)[6]
- Later als ik dood ben (2024)[7]